# Seleção Alemã de Handebol Feminino
A Seleção alemã de handebol feminino é uma equipe europeia composta pelas melhores jogadoras de handebol da Alemanha. A equipe é mantida pela Federação Alemã de Handebol.

## Títulos
- Campeonato Mundial (1): 1993